# Norialsus aberdeeni
Norialsus aberdeeni är en insektsart som beskrevs av Van Stalle 1986. Norialsus aberdeeni ingår i släktet Norialsus och familjen kilstritar. Inga underarter finns listade i Catalogue of Life.